# Мазлах Сергій Михайлович
Мазла́х Сергі́й Михайлович (Робсман Сергій Михайлович) (21 січня 1878 — 26 листопада 1937) — український радянський діяч, революціонер, економіст. Організатор та керівник Центрального статистичного управління України (1924—1926 і 1931). Діяч КП(б)У, один із фундаторів українського націонал-комунізму.

## Становлення
Сергій Михайлович Робсман (прізвище Мазлах було взяте з метою конспірації після повернення з еміграції у 1907 р.) народився в 1878 р. у єврейській родині крамаря у селі Іванівка Слов'яносербського повіту Катеринославської губернії (на території нинішнього Антрацитівського району Луганської області). Закінчив 2-класне народне училище. З 16 років працював розподільником хліба на руднику, підробляв уроками.
У 1899 р. — вступив до соціал-демократичної партії.
1901—1904 рр. — служба у царській армії в місті Одеса.
Березень 1904 — серпень 1907 рр. — політичний емігрант у Швейцарії, займався партійною роботою, здобув і вищу освіту, навчаючись у Бернському і Женевському університетах. Сергій Мазлах досконало володів фахом учителя, статистика, журналіста. Окрім української та російської, знав ще французьку, німецьку, італійську, англійську, латинську і грецьку мови.
1907—1917 рр. Сергій Михайлович Робсман жив нелегально в різних місцях Росії під прізвищем «Мазлах». До 1911 р. він учителював, а з серпня 1911 до 1917 року був службовцем Полтавської губернської земської управи, одночасно працюючи в партійному підпіллі.

## Під час революції
Після лютневої революції 1917 р., коли Полтавська об'єднана організація РСДРП (на окремі більшовицьку і меншовицьку організації вона поділилася у вересні 1917 р.) вийшла з підпілля, Сергій Мазлах відігравав у ній одну із головних ролей. У дні липневої кризи на екстреному засіданні виконкому Полтавської Ради робітничих та солдатських депутатів він першим вніс пропозицію про взяття влади Радою і встановлення її зв'язку з Петроградською Радою. У дні корніловського виступу як член виконкому Полтавської Ради С. М. Мазлах брав участь у створенні «Комітету охорони революції» для протидії консерваторам, став одним з ініціаторів масової антикорніловської демонстрації, проведеної у Полтаві 15 серпня 1917 р. під демократичними антивоєнними гаслами.
Наприкінці червня — початку липня 1917 р. Сергій Мазлах брав безпосередню участь у виборах до міської Думи. Він був обраний її гласним, а потім і членом виконавчого органу Думи — міської управи, очоливши її торгово-промисловий відділ. Мазлах користувався значним впливом серед полтавських робітників.
Разом із Василем Шахраєм заснував і редагував більшовицьку газету «Молот». Його було обрано головою правління профспілки полтавських друкарів.

## Національне питання
При всій марксистській ортодоксальності Мазлаха, переважанні класового підходу в його діяльності, в 1917 р, він все ж займав відмінну від багатьох провідних більшовицьких працівників позицію у національному питанні. Пряма агітація нерозривної єдності Росії і України сприймалась масами як заперечення автономії і самостійності України, підтримка колоніальної політики Росії в Україні. Тому полтавські більшовики не заперечуючи необхідності існування українського урядового центру, проте вимагали від УЦР революційних актів, критикуючи її нерішучість і половинчастість.
У січні — березні 1918 Мазлах — губернський комісар фінансів Полтавщини.

## Російська еміграція
З наступом німецьких військ був евакуйований до м. Саратов, де очолював місцеві губернські колегії у справах полонених та біженців і підвідділ українського відділу наркомату національностей РСФРР.
Створення КП(б)У як територіально-обласною організацією Російської Комуністичної партії (більшовиків) викликало нерозуміння Сергія Мазлаха. Разом із Василем Шахраєм створив першу націонал-комуністичну опозицію (1918) і видав книгу «До хвилі» (1919) з критикою національної політики Леніна в Україні.

Звертаючи погляди до своєї Вітчизни, В. М. Шахрай і С. М. Мазлах вказували, що
...на Україні відбуваються великі події», що «Україна переживає… одну з найбільших трагедій, яких вона зазнала чимало на своєму віку.
Водночас вони підкреслювали, що об'єктивність вимагає керуватися не почуваннями і ідеологічними догмами, а реаліями життя, фактами. Саме той факт, що Україна є такою самою країною, як Росія, як Німеччина, як Франція, як Італія чи Англія, виставляють автори книги аргументом у полеміці з тими, хто, починаючи з монархістів і закінчуючи головою Тимчасового Робітниче-Селянського уряду України X. Раковським, проповідували російський великодержавний шовінізм. Подібно до інших країн, Україна «має не тільки „право“, а й бути на ділі такою ж самостійною, як і вони». С. Мазлах і В. Шахрай не схильні були видавати бажане за дійсне. Тому під самостійністю України вони розуміли не її декларування, а насамперед утвердження її державності, конституювання її як державно-політичної одиниці. Що цей процес іде вперед, хоч повної самостійності Україна ще не досягла, було очевидним для них. Полемізуючи зі своїм товаришем по партійній роботі І. Куликом, який, виражаючи офіційні більшовицькі погляди, поспішив затаврувати український рух як буржуазний, В. М. Шахрай і С. М. Мазлах проаналізували його соціальну основу, вказуючи, що її складали селяни, кустарі-ремісники і інтелігенція, тобто верстви, які самі зазнавали експлуатації і утисків.
Українська Комуністична партія (більшовиків) — … повинна бути.., щоб повести боротьбу за дійсно самостійну, дійсно незалежну Україну, в якій українське робітництво і селянство будуть панами не тільки в прокламаціях Директорії, а й на ділі.
Наслідком видання брошури стало виключення Сергія Мазлаха та Василя Шахрая з лав КП(б)У, про що під рубрикою «чорна дошка» повідомила газета «Комуніст» — орган ЦК КП(б)У. Крім того, постановою ЦК КП(б)У від 9 березня 1919 р. «…за дії, спрямовані проти робітничо-селянської революції, їм забороняється займати які б то не було пости в Радянських установах». Крім того, С. Мазлахові і В. Шахраю згідно з постановою ЦК було запропоновано залишити Україну. Книга «До хвилі» вилучалася. Проте вже із 15 березня 1919 р. Сергій Мазлах працював у радянських установах Полтави.

## Чиновницька робота
У серпні 1919 р. під час наступу на Україну Денікіна Сергію Михайловичу довелось знову евакуюватись із сім'єю. Цього разу до Москви. Там 15 вересня 1919 р. він подав заяву до ЦК РКП(б) про відновлення в партії більшовиків. При чому він не каявся та не визнавав свої помилки, а навпаки наголошував, що саме політика ЦК КП(б)У була помилковою. 7 жовтня 1919 р. Секретаріат ЦК РКП(б) відновив його в партії. А повернувшись 1 січня 1920 р., він працював на керівних посадах у Полтаві. Його було обрано членом президії, а потім членом бюро губкому КП(б)У. Він був членом колегії губкому партії по роботі серед профспілок, а також очолив видавничий відділ партійного комітету і редакцію органу — газети «Власть Советов». Потім працював у Донбасі, у березні 1921 — заступник голови Донецького губернського виконкому.
Спеціаліст у галузі статистики і здібний адміністратор, Сергій Михайлович Мазлах був організатором Центрального статистичного управління УСРР, а з червня 1924 по лютий 1926 року працював його керуючим. У цей період Мазлах різко змінив свої погляди й на питання державного будівництва в Україні. Вже не ведучи мови про її самостійність, він підтримував такі заходи з ліквідації її решток, як, наприклад, уведення на території республіки законів РРФСР на початку 1920 р. У квітні 1925 р. Центральний Виконавчий Комітет Рад України ввів Мазлаха до складу Ради Народних Комісарів республіки з правом ухвального голосу — тобто він став членом уряду. На IX Всеукраїнському з'їзді Рад його було обрано кандидатом у члени ВУЦВК.
Під керівництвом С. М. Мазлаха ЦСУ УСРР провело ряд заходів із вивчення й обліку продуктивних сил України, зокрема у 1925 р. — перепис дрібнокустарної промисловості в УСРР.
З березня 1926 р. працював членом колегії народного комісаріату освіти Української СРР, очолюючи управління Профтехосвіти. У вересні 1926 року С. Мазлаха було затверджено членом колегії народного комісаріату робітничо-селянської інспекції Української СРР. З травня 1927 року — голова Держстраху УСРР та член колегії народного комісаріату фінансів УСРР.
З березня по листопад 1931 року — керуючий Центрального статистичного управління УСРР.
У 30-ті роки Сергій Мазлах працював у Москві в органах державного управління СРСР. Остання його посада — начальник управління обліку і звітності Комітету заготівель при Раднаркомі СРСР.

## Загибель
7 серпня 1937 р. його було заарештовано. Слідчим доручили добитись від Мазлаха зізнань про участь у «контрреволюційній організації правих». Але С. М. Мазлах не визнавав висунутих звинувачень. Тоді 20 листопада 1937 р. помічник начальника 4-го відділу Головного управління державної безпеки НКВС СРСР старший лейтенант держбезпеки С. Зубов пред'явив Мазлахові свідчення заарештованих Антіколя і Клейнера. Останній зокрема «зізнався»:
Мазлах мені відомий як учасник контрреволюційної організації правих, і, крім того, український націоналіст.
«Незаперечним доказом» для слідства був згаданий лист Сергія Михайловича до дружини, де він висловлював намір організувати самостійну Українську компартію. Попри те, що Мазлах не дав жодного зізнання, за цими сфабрикованими обвинуваченнями Військова колегія Верховного суду СРСР 25 листопада 1937 засудила його до смертної кари. Страчений у м. Москва.